# 八木岳
八木 岳（やぎ たける、1986年10月21日 - ）は、日本の男性声優。京都府出身。プロダクション・エース所属。

## 略歴
声の仕事が増えてきたということで、2017年4月に劇団アニマル王子を退団。

## 人物
資格として漢字検定3級、趣味として料理、喫茶・バー巡り、特技として殺陣を挙げている。副業でバーテンダー。殺陣団体、阿吽剣究会所属。
父は民俗学者の八木透。

## 出演

### テレビアニメ
2016年
- 私がモテてどうすんだ（地元の大学生）

2017年
- はじめてのギャル（チャラ男A、御手洗友人B）

2019年
- 異世界チート魔術師（兵士、角兎、店主、盗賊、魔術師 他）
- 戦×恋（先生、不良、同級生、フルングニル）

2020年
- number24（茶々15番）
- 映像研には手を出すな!（客）
- ファンタシースターオンライン2 エピソード・オラクル（アークス）
- BNA ビー・エヌ・エー（ヤマダ、黒服）
- 八男って、それはないでしょう!（ルックナー財務卿）
- ストライクウィッチーズ ROAD to BERLIN（軍人）

2021年
- のりものまん モービルランドのカークン
- セスタス -The Roman Fighter-（使者）
- はなかっぱ（いそが四郎）
- サクガン（ポリスC）

2022年
- 平家物語（武士1、兵5）
- であいもん（男性客、美弦の父親、製菓学校の先生）
- 異世界薬局（親戚B）
- 東京ミュウミュウ にゅ〜♡（2022年 - 2023年、スタッフ、ヤンキー、ディレクター、男性） - 2シリーズ
- 虫かぶり姫（店主、男）

2023年
- 神達に拾われた男2（追っ手1、ケン、門番）
- 英雄王、武を極めるため転生す 〜そして、世界最強の見習い騎士♀〜（騎士）
- トモちゃんは女の子!（店主）
- 天国大魔境（船員、船客、島崎）
- レベル1だけどユニークスキルで最強です（客）
- 贄姫と獣の王（市民C）

2024年
- 夜のクラゲは泳げない（DJポリス）
- 戦隊大失格（戦闘員H）
- SHY 東京奪還編（師匠）
- デリコズ・ナーサリー（ノーマン）

2025年
- トリリオンゲーム（大物タレント）

### 劇場アニメ
- 犬王（2022年）

### Webアニメ
- 日本沈没2020（2020年、自衛隊員A）
- 終末のワルキューレ（2021年）
- TIGER & BUNNY 2（2022年、強盗犯）

### ゲーム
2016年
- ウォッチドッグス2

2017年
- フォーオナー
- ゴーストリコン ワイルドランズ
- シャドウ・オブ・ウォー
- アサシン クリードシリーズ（2017年 - 2018年） - 2作品

2018年
- WAR OF BRAINS（フェイロン分化生物ドロス、感染爆発ワンスアポン、天空古獣ウルボロス 他）
- Fallout 76
- JUDGE EYES:死神の遺言（田代）

2019年
- Darksiders Genesis（ウォー）

2021年
- LOST JUDGMENT 裁かれざる記憶（田代）

2022年
- モンスターストライク（ミズチ）

### 吹き替え
映画
- 悪魔のいけにえ2（作業男3）
- ザ・ラスト・マーセナリー
- ザ・レイド レディ・ミッション
- ザ・ロストシティ（警官男2）
- ジュマンジ/ネクスト・レベル
- ジュラシック・ワールド/新たなる支配者
- スペシャル・フォース
- ブルックリンで、ブルーノと!（ネルソン）
- フロンティア
- マッドマックス:フュリオサ

ドラマ
- アウターバンクス（バリー）
- マーダーズ・イン・ビルディング
- 私の"初めて"日記

アニメ
- モータウンの魔法（ブラッド）

### CM
- ビーストサーガビーストバトルコロシアム（キラータケル役） - 顔出し

### 舞台
- T-PROJECT第10回記念公演「バッファローの月」
- T-PROJECT第11回「音楽劇 クリスマス・キャロル」